# Януш Янушович Заславський
Януш Янушович Заславський гербу Баклай (пол. Janusz Zasławski, 1560 — 4 серпня 1629) — руський князь, військовий, державний, політичний діяч Речі Посполитої, меценат у Заславі. Представник роду князів Заславських з Острога.

## Життєпис
Старший син князя Януша Заславського та його дружини Маріанни Петрівни Чаплич-Шпановської (чи невідомого походження, можливо, Кирдеївної).
Відомий лицарською звитягою. Переможець над повстанням Северина Наливайка. Бився з кримськими татарами під Збаражем, з турками під Цецорою в 1595, воював у Мунтенії.
Хрещений як православний, згодом навернувся до кальвінізму, а 1603 року перейшов на католицизм. Фундував «перетлумачення» польською мовою і видання у 1614 році трактату про відьом «Malleus Maleficarum», зроблене особистим секретарем Станіславом Замбковичем. 
Посади: підляський воєвода (1591–1604), житомирський староста (1598–1609), волинський воєвода (1604-1629), переяславський староста (1620—1629).
Спершу був похований у фундованому ним монастирі оо. Бернардинів у Заславі. У 1630-х поховання перенесено до іншого фундованого ним храму — фари Івана Хрестителя.

## Родинні зв'язки
Януш Янушович Заславський був пошлюблений з княгинею Олександрою Романівною Санґушківною (1577 p.), вдруге з Маріанною Лещинською — вдовою ковельського старости Анджея Фірлея (1611). Мав у першому шлюбі п'ятеро дітей: 
- Констянтин
- Єжи (Юрій)
- Ельжбету — дружину Яна Щасного Гербурта,[12]
- Софію — другу дружину Яна Остроруга,[13]
- Олександр.

| ? | ? | ? | ? | ? | ? |                                         |                                         |                                         |                                         |                                         |                                         | ? | ? | ? | ? | ?                         | ? |  |  | Анастасія Юріївна Гольшанська-Дубровицька | Анастасія Юріївна Гольшанська-Дубровицька | Анастасія Юріївна Гольшанська-Дубровицька | Анастасія Юріївна Гольшанська-Дубровицька | Анастасія Юріївна Гольшанська-Дубровицька | Анастасія Юріївна Гольшанська-Дубровицька |                          |                          |                          |                          |                          |                          | Кузьма Іванович Заславський | Кузьма Іванович Заславський | Кузьма Іванович Заславський | Кузьма Іванович Заславський | Кузьма Іванович Заславський | Кузьма Іванович Заславський |  |  |
| ? | ? | ? | ? | ? | ? |                                         |                                         |                                         |                                         |                                         |                                         | ? | ? | ? | ? | ?                         | ? |  |  | Анастасія Юріївна Гольшанська-Дубровицька | Анастасія Юріївна Гольшанська-Дубровицька | Анастасія Юріївна Гольшанська-Дубровицька | Анастасія Юріївна Гольшанська-Дубровицька | Анастасія Юріївна Гольшанська-Дубровицька | Анастасія Юріївна Гольшанська-Дубровицька |                          |                          |                          |                          |                          |                          | Кузьма Іванович Заславський | Кузьма Іванович Заславський | Кузьма Іванович Заславський | Кузьма Іванович Заславський | Кузьма Іванович Заславський | Кузьма Іванович Заславський |  |  |
|   |   |   |   |   |   |                                         |                                         |                                         |                                         |                                         |                                         |   |   |   |   |                           |   |  |  |                                           |                                           |                                           |                                           |                                           |                                           |                          |                          |                          |                          |                          |                          |                             |                             |                             |                             |                             |                             |  |  |
|   |   |   |   |   |   | Маріанна Петрівна Чапличівна-Шпановська | Маріанна Петрівна Чапличівна-Шпановська | Маріанна Петрівна Чапличівна-Шпановська | Маріанна Петрівна Чапличівна-Шпановська | Маріанна Петрівна Чапличівна-Шпановська | Маріанна Петрівна Чапличівна-Шпановська |   |   |   |   |                           |   |  |  |                                           |                                           |                                           |                                           |                                           |                                           | Януш Кузьмич Заславський | Януш Кузьмич Заславський | Януш Кузьмич Заславський | Януш Кузьмич Заславський | Януш Кузьмич Заславський | Януш Кузьмич Заславський |                             |                             |                             |                             |                             |                             |  |  |
|   |   |   |   |   |   | Маріанна Петрівна Чапличівна-Шпановська | Маріанна Петрівна Чапличівна-Шпановська | Маріанна Петрівна Чапличівна-Шпановська | Маріанна Петрівна Чапличівна-Шпановська | Маріанна Петрівна Чапличівна-Шпановська | Маріанна Петрівна Чапличівна-Шпановська |   |   |   |   |                           |   |  |  |                                           |                                           |                                           |                                           |                                           |                                           | Януш Кузьмич Заславський | Януш Кузьмич Заславський | Януш Кузьмич Заславський | Януш Кузьмич Заславський | Януш Кузьмич Заславський | Януш Кузьмич Заславський |                             |                             |                             |                             |                             |                             |  |  |
|   |   |   |   |   |   |                                         |                                         |                                         |                                         |                                         |                                         |   |   |   |   |                           |   |  |  |                                           |                                           |                                           |                                           |                                           |                                           |                          |                          |                          |                          |                          |                          |                             |                             |                             |                             |                             |                             |  |  |
|   |   |   |   |   |   |                                         |                                         |                                         |                                         |                                         |                                         |   |   |   |   | Януш Янушович Заславський |   |  |  |                                           |                                           |                                           |                                           |                                           |                                           |                          |                          |                          |                          |                          |                          |                             |                             |                             |                             |                             |                             |  |  |